# Долгий (Белгородская область)
Долгий — хутор в Прохоровском районе Белгородской области. Входит в состав Подолешенского сельского поселения.

## География
Находится в северной части Белгородской области, в лесостепной зоне, в пределах юго-западного склона Среднерусской возвышенности, при автодороге 14К-19, на расстоянии примерно 8 километров (по прямой) к юго-востоку от Прохоровки, административного центра района. Абсолютная высота — 247 метров над уровнем моря.

### Климат
Климат характеризуется как умеренно континентальный, с относительно мягкой зимой и тёплым продолжительным летом. Среднегодовая температура воздуха — 5,4 °C. Средняя температура воздуха самого холодного месяца (января) — −9,2 °C; самого тёплого месяца (июля) — 16,4 — 24,3 °C. Безморозный период длится в среднем 155—160 дней. Годовое количество атмосферных осадков — 527—595 мм, из которых большая часть выпадает в тёплый период.

## История
История хутора берет свое начало в 60-70-е годы XIX века. Название получил от яруги, впадающей в Белую (Призначную) плоту с левой стороны.
С приходом коллективизации был создан колхоз «Заря», а в  1950-м  году после реорганизации укрупнения вошел в состав  колхоз «Красная Заря».

### Часовой пояс
Хутор Долгий как и вся Белгородская область, находится в часовой зоне МСК (московское время). Смещение применяемого времени относительно UTC составляет +3:00.

## Население
| 2002 | 2010 |
| ---- | ---- |
| 43   | ↘34  |

### Половой состав
По данным Всероссийской переписи населения 2010 года в гендерной структуре населения мужчины составляли 41,2 %, женщины — соответственно 58,8 %.

### Национальный состав
Согласно результатам переписи 2002 года, в национальной структуре населения русские составляли 76 %.